# 12597 Williamdaniel
12597 Williamdaniel è un asteroide della fascia principale. Scoperto nel 1999, presenta un'orbita caratterizzata da un semiasse maggiore pari a 2,9328835 au e da un'eccentricità di 0,0167452, inclinata di 2,76312° rispetto all'eclittica.